# Willughbeia grandiflora
Willughbeia grandiflora là một loài thực vật có hoa trong họ La bố ma. Loài này được Dyer ex Hook.f. miêu tả khoa học đầu tiên năm 1882.